# Seeds (Dokumentarfilm)
Seeds (englisch für „Samen“ oder „Saatgut“) ist ein US-amerikanischer Dokumentarfilm von Brittany Shyne aus dem Jahr 2025. Das Werk porträtiert Generationen afroamerikanischer Landwirte in den Südstaaten der USA. Die Weltpremiere des Schwarzweißfilms fand Ende Januar im Rahmen des Sundance Film Festivals 2025 statt. Dort wurde der Film mit dem Hauptpreis ausgezeichnet.

## Handlung
Der Film dokumentiert den Alltag von afroamerikanischen Landwirten im Süden der USA. Im Jahr 1910 besaßen diese noch 16 Millionen Acre an Land. Heute ist ihr Besitz auf einen Bruchteil davon geschrumpft. Die schwarzen Farmer haben im Gegensatz zu ihren weißen Konkurrenten Probleme, an finanzielle Fördermittel zu gelangen. Dabei rückt ihr Traum in weite Ferne, ihr Land einmal an zukünftige Generationen weiterzugeben. In Schwarzweiß-Bildern fängt die Filmemacherin Brittany Shyne auch
die Schönheit der alltäglichen Dinge ein – der Wind in den Haaren, Süßigkeiten aus Großmutters Handtasche oder Gespräche am Autofenster.

## Hintergrund

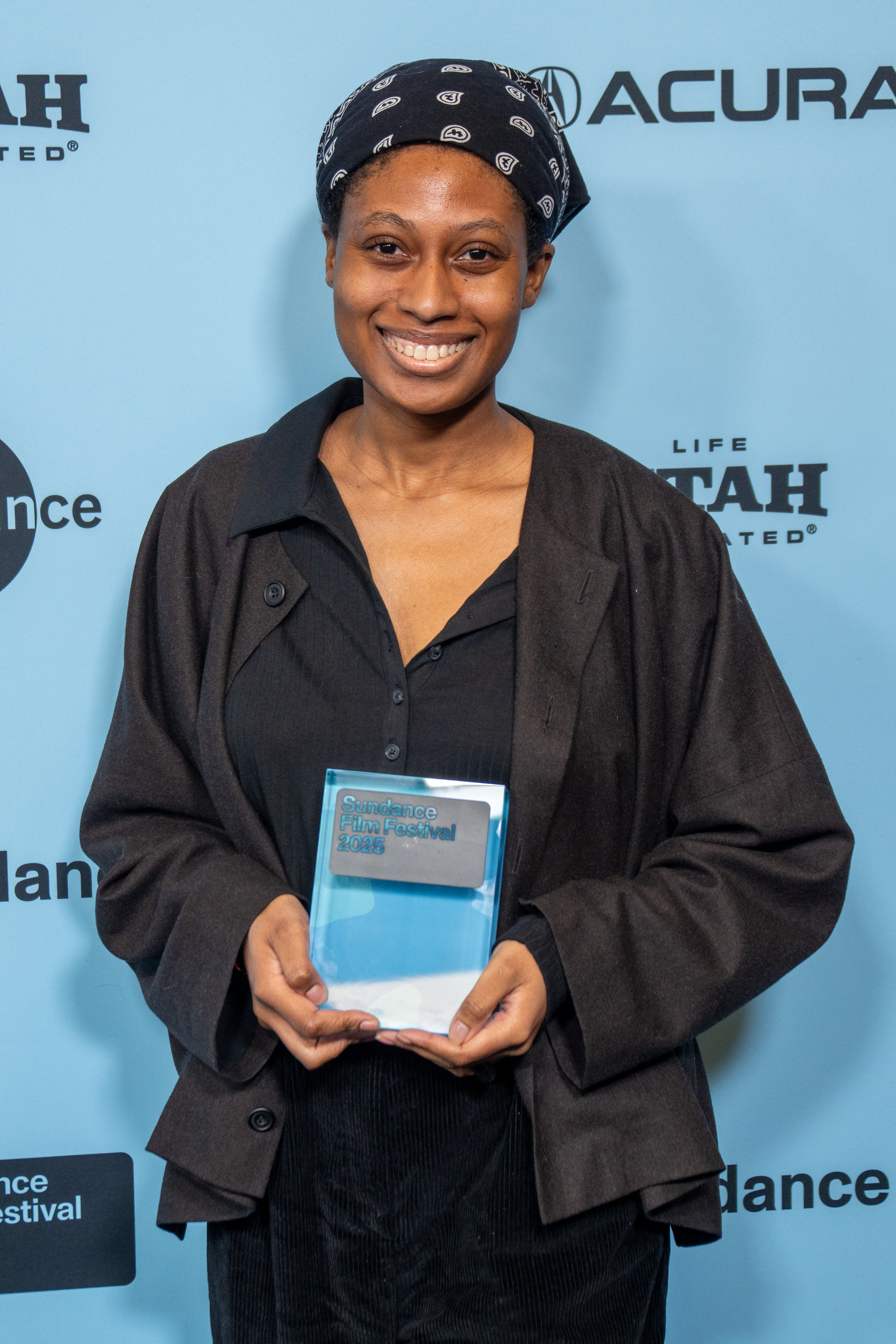
Brittany Shyne mit der gewonnenen Preistrophäe des Sundance Film Festivals 2025

Seeds ist der erste Langfilm der aus Dayton (Ohio) stammenden afroamerikanischen Regisseurin, Filmproduzentin und Kamerafrau Brittany Shyne. Zuvor hatte sie mit ihrem 17-minütigen, fiktionalen Kurzfilm Painted Lady (2013) ein neunjähriges Mädchen an der Schwelle zum Erwachsenwerden porträtiert. Sie hatte danach zum Kamera-Team des preisgekrönten Dokumentarfilms American Factory (2019) gezählt sowie als alleinverantwortliche Kamerafrau an Contessa Gayles’ Dokumentarfilm The Debutantes (2024) mitgewirkt. Im Jahr 2021 war ihr der Artist Disruptor Award des US-amerikanischen Center of Cultural Power verliehen worden, das afroamerikanische Künstlerinnen unterstützt.
Die Produktion, teilweise auch als „Essayfilm“ beschrieben, wurde von Sundance, Black Public Media, Cinereach, ITVS, der IDA, Doc Society’s Threshold Fund, Just Films / Ford Foundation, BAVC Medie, The Flies Collective, The Puffin Foundation, The Points North Institute und der San Francisco Film Society (SFFILMI) unterstützt. Auch nahm Shyne mit dem Projekt am ersten „PROGRESSIO lab“ teil, das vom Institute of Contemporary Arts London (ICA), der Cineteca Madrid, dem PRISM-Programm von True/False und dem Assembly Development Lab von Open City initiiert wurde. Sie übernahm bei dem Film die Regie, neben Danielle Varga die Produktion und die Kameraarbeit. Für den Schnitt zeichnete Malika Zouhali-Worrall, für die Musik Robert Aiki Aubrey Lowe verantwortlich.

## Veröffentlichung
Seeds wurde am 25. Januar 2025 beim 41. Sundance Film Festival uraufgeführt. Dort war das Werk in den Hauptwettbewerb für US-amerikanische Dokumentarfilme (englisch: „U.S. Documentary Competition“) eingeladen worden. In ihrem Online-Katalog priesen die Veranstalter Beitrag als „atemberaubenden Regiedebüt“. Brittany Shynes gelinge es, „ein poetisches und ergreifendes Porträt schwarzer Farmer in den amerikanischen Südstaaten“ zu entwerfen. Die Filmemacherin fange das Thema mit „intimen Blick“ auf „lebendige und liebevolle Weise“ ein.

## Auszeichnungen
Seeds wurde beim Sundance Film Festival 2025 mit dem Hauptpreis für den besten US-amerikanischen Dokumentarfilm prämiert.